# 斯氏似緋鯉
斯氏似緋鯉（学名：Upeneichthys stotti）為輻鰭魚綱鱸形目鱸亞目鬚鯛科的其中一種，分布於澳洲海域，棲息深度5-140公尺，體長可達17.9公分，生活在大陸棚，屬肉食性。